# Sebastiano Ceccarini
Pour les articles homonymes, voir Ceccarini.
Sebastiano Ceccarini (Fano, 17 mai 1703 – 26 août 1783)  est un peintre italien de l'époque baroque.

## Biographie
Dès quatorze ans Sebastiano Ceccarini a été l'élève dans l'atelier romain de Francesco Mancini avec lequel il collabora dans la réalisation de divers travaux à Forlì, Foligno, Pérouse et Rome. Il voyagea entre Pesaro, Urbino, Bologne, Venise et Florence jusqu'en 1738 où il s'installa et ouvrit un atelier où il produisit des œuvres dans le style des principaux maîtres de l'époque comme Guido Reni et Carlo Maratta. En 1754, il rentra à Fano où il continua à exercer pour le clergé, les communautés monastiques et la noblesse locale en ayant comme collaborateurs et élèves ses fils Nicola et Giuseppe ainsi que son neveu Carlo Magini.
Ses œuvres à thèmes religieux et portraits sont conservés dans divers musées et collections privées, la plus grande partie étant dans les églises et à la Pinacothèque de Fano.

## Œuvres
- Portrait d'une noble Dame, (v.1750) Walters Art Museum, Baltimore .
- Assomption (v. 1750), Église Santi Sergio e Bacco degli Ucraini, Rome.
- Allégorie des Cinq Sens (1748), huile sur toile, 174 × 123 cm, Milan, collection Altomani[1].
- Portrait d'un enfant portant un chien
- Portrait d'une mère et sa fille,
- Portrait d'un noble dans une robe rose avec manteau bleu, à côté d'une table avec les armoiries d'argent sur le vase,
- Autoportrait, Musée Fesch, Ajaccio, France.
- Portrait de l'Abbé Ludovico Mariotti (1735), huile sur toile, 63 × 48 cm, collection privée, Fano,
- Portrait de Pietro Paolo Rinalducci, huile sur toile, 74 × 59 cm, collection privée, Fano,
- Portrait de Porzia dé Romanis Rinalducci (1731), huile sur toile, 74 × 59 cm, collection privée, pFano,
- Portrait de l'Abbé Francesco Zaghis (1739), huile sur toile, 98 × 73 cm, Seminario Madonna della Salute, Venise.
- Sainte Famille avec les saints Anne et Joaquin, huile sur toile, 278 × 162 cm, église San Antonio Abate, Fano.
- Sainte Barbe (1727), huile sur toile, 280 × 195 cm, église san Paterniano, Fano.

Au Musée Civique de Fano
- Autoportrait avec sa fille religieuse (1786), huile sur toile, 88 × 66,5 cm,
- Vierge et Enfant avec les saints Protecteurs de la Ville de Fano (1726), huile sur toile, 170 × 135 cm,
- Vierge à l'Enfant et saint Roch (1732)[2], huile sur toile 286,3 × 190 cm,
- Portrait de Antonia Maria Anguissola Carrara, tondo ovale, huile sur toile, 66 × 48,5 cm,

Fresques dans la Cappella del Crocifisso, Chiesa Nuova, Pérouse
- Caïn et Abel,
- Abraham et Isaac : Le Sacrifice,
- Samson : La lutte avec le Lion,
- Moïse avec le serpent de bronze,
- Cinq Anges avec les symbôles de la Passion,

## Liens
- Peintres nés dans les Marches